# Astoria (winkelcentrum)
Astoria Alışveriş, Yaşam ve Eğlence Merkezi of kortweg Astoria is een multifunctioneel gebouw in Esentepe, Istanboel, Turkije. Het gebouw bestaat uit twee 127 meter hoge torens met beide 27 verdiepingen. Hierin bevinden zich kantoren, winkels, appartementen en een bioscoop. In het gebouw bevindt zich een winkelcentrum met 110 winkels, die de eerste 5 verdiepingen in beslag nemen. Het winkelcentrum is een van de eerste uitgebreide winkelcentra in Istanboel. Onder het gehele complex bevindt zich een parkeergarage die plaats biedt aan 1200 auto's.